# Гриб-зонтик Конрада
Гриб-зо́нтик Конрада (лат. Macrolepiota konradii) — гриб семейства Шампиньоновые. С. П. Вассер считает этот гриб съедобным.

## Описание
Шляпка диаметром 6—12 см, в центре относительно толстая, по краям тонкомясистая, вначале яйцевидная, полуокруглая или колокольчатая, затем выпукло-распростёртая, в центре имеется низкий сосочковидный бугорок. Край прямой, слегка бороздчатый, при подсыхании волнистый. Кожица не доходит до краёв шляпки, от беловатой до грязно-серой, в центре умбровая, чёрно-коричневая или с розоватым оттенком, при росте шляпки растрескивается, и становится звёздчато-разорванной, поверхность шелковисто-волокнистая.
Мякоть шляпки белая, плотная, на срезе не изменяется, с возрастом по краям слегка коричневеет, с приятным грибным запахом и вкусом.
Ножка высотой 7—15 см, диаметром 0,5—1,5 см, цилиндрическая, в основании с булавовидным расширением до 2,5 см, иногда слабо изогнутая, выполненная. Поверхность ножки коричневатая, бороздчатая, с возрастом от растрескивания кожицы могут образовываться мелкие тёмно-коричневые чешуйки.
Пластинки свободные, с небольшим коллариумом, белые или бледно-кремовые, частые, широкие, с ровным краем, легко отделяются от шляпки.
Остатки покрывала: кольцо белое, простое, по краю часто раздвоенное, широкое, подвижное, сверху беловатое, снизу коричневатое; вольва отсутствует.
Споровый порошок беловато-кремовый.
Микроскопические признаки
Споры бесцветные, гладкие, эллипсоидные, 11,5—15,5×7—9 мкм, псевдоамилоидные, метахроматичные, с порой прорастания, содержат одну большую флуоресцирующую каплю.
Трама пластинок неправильная, состоит из цилиндрических бесцветных тонкостенных гладких гиф диаметром 6—10 мкм, имеются пряжки.
Базидии булавовидные, четырёхспоровые, 25—40×10—12 мкм, стеригмы длиной 4—5 мкм.
Хейлоцистиды булавовидные, 30—45×12—15 мкм.
Цветовые химические реакции:
реакция пластинок с α-нафтолом — отрицательная; мякоти с анилином — отрицательная.

## Экологияи распространение
Растёт на почве в хвойных, лиственных и смешанных лесах, парках. Вырастает отдельными экземплярами или группами. Известен в Европе (Британские острова, Нидерланды, Франция, Австрия, Украина — в Николаевской области в кленовых насаждениях), в Закавказье (Азербайджан), в Дагестане, и в Азии (Приморский край). Встречается редко.
Сезон: июнь — октябрь.

## Сходные виды
Съедобные:
- Гриб-зонтик пёстрый (Macrolepiota procera) значительно больше размерами.
- Гриб-зонтик белый (Macrolepiota excoriata) с тонкочешуйчатой поверхностью шляпки.
- Гриб-зонтик сосцевидный (Macrolepiota mastoidea) и Гриб-зонтик изящный (Macrolepiota gracilenta) имеют более тонкую шляпку.